# Estadio Torpedo (Zhodino)
El Estadio Torpedo es un estadio multiusos ubicado en la ciudad de Zhodino, Bielorrusia. El estadio es utilizado por el club FC Torpedo Zhodino que disputa la Liga Premier de Bielorrusia. El estadio fue inaugurado en 1969 y remodelado en 2011, posee actualmente una capacidad para 6500 personas.

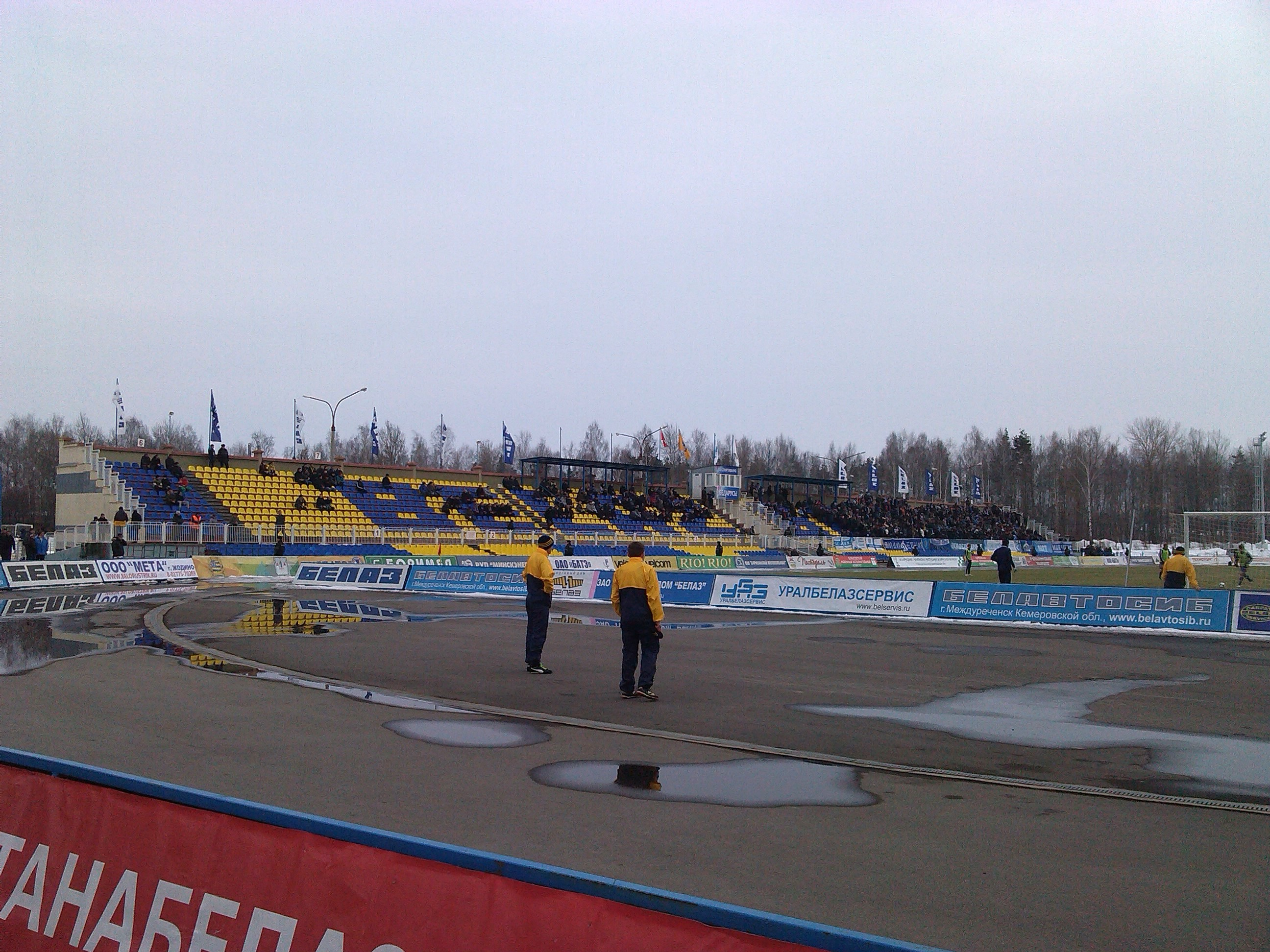
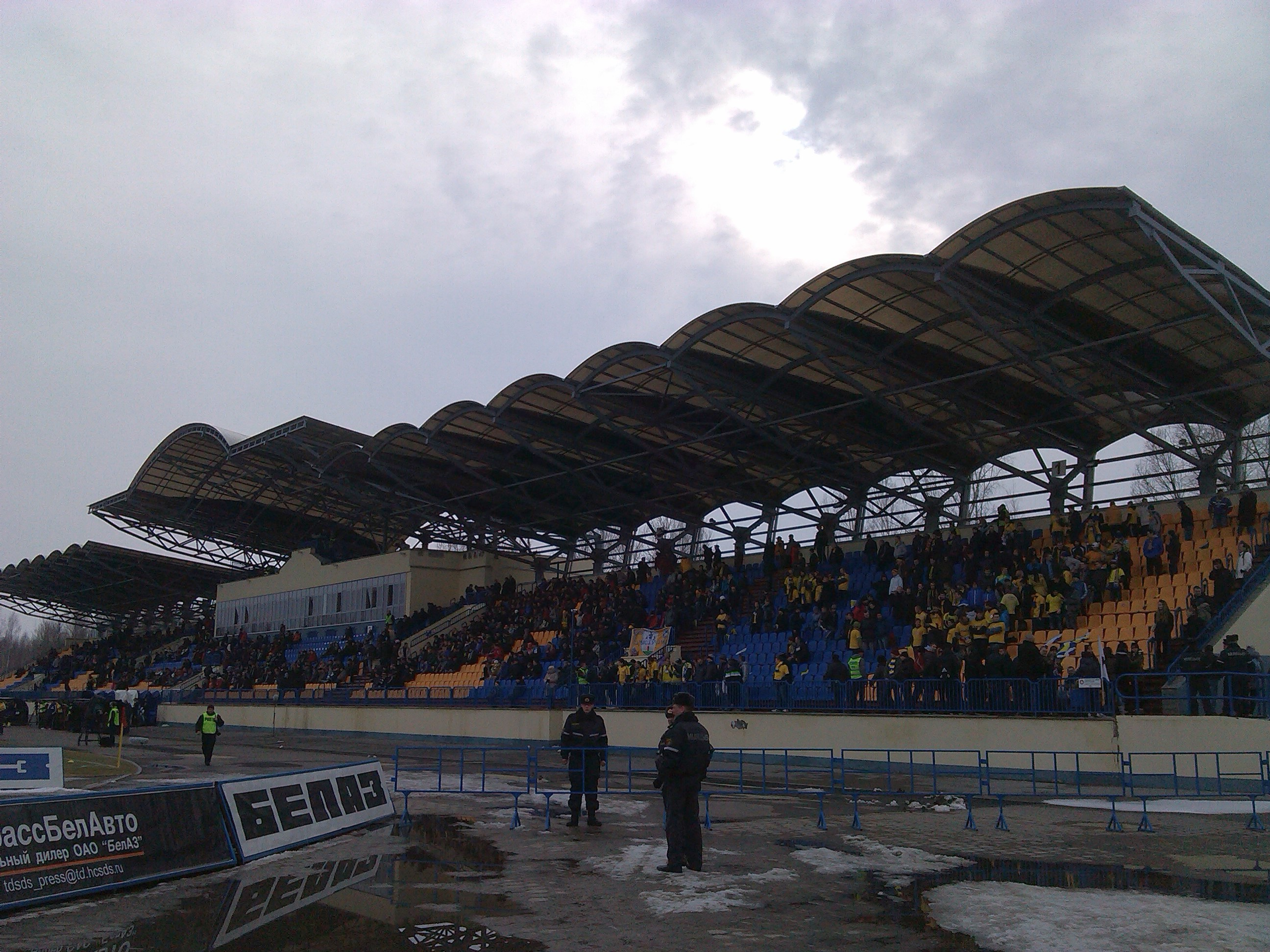